# Patrisse Cullors
Patrisse Cullors (Los Angeles, 1984) és una activista i artista estatunidenca. És defensora de la reforma de la justícia penal a Los Angeles i cofundadora del moviment Black Lives Matter. També s'identifica com "activista queer".

## Biografia i vida personal
Cullors va néixer a Los Angeles, Califòrnia. Va créixer a Pacoima, un barri de classe baixa de la Vall de San Fernando. Cullors es va convertir en activista de ben jove, unint-se al Sindicat de Passatgers d'Autobús quan era adolescent. Més tard va obtenir un títol en religió i filosofia a la Universitat de Califòrnia a Los Angeles.

Cullors recorda que la van obligar a abandonar casa seva als 16 anys, quan va fer pública la seva identitat queer als seus pares. Va estar involucrada amb els Testimonis de Jehovà quan era nena, però més endavant es va desil·lusionar amb l'església. Va desenvolupar un interès en la tradició religiosa nigeriana d'Ifá, incorporant els seus rituals en esdeveniments de protesta política. Cullors va dir, en una entrevista:
| « | Per a mi, buscar l'espiritualitat va tenir molt a veure amb intentar entendre les meves condicions: com que aquestes condicions em formen en la meva vida quotidiana, i com que les entenc com a part d'una lluita més gran, una lluita per la meva vida. | » |

## Carrera
És professora de l'Otis College of Art and Design en el Public Practice Program.

### Black Lives Matter
Juntament amb les activistes i amigues Alicia Garza i Opal Tometi, Cullors va fundar Black Lives Matter. Les tres van començar el moviment a causa de la frustració per l'absolució de George Zimmerman en el tiroteig de Trayvon Martin. Cullors va escriure el hashtag #BlackLivesMatter en una publicació a Facebook, parafrasejant Garsa quan sobre el cas Martin. Posteriorment, Cullors va explicar que la seva vehemència en favor dels drets dels negres americans va ser resultat del fet que el seu germà de 19 anys fos apalissat brutalment en el seu empresonament a Los Angeles.
Cullors atribueix a les xarxes socials un paper decisiu en la revelació de la violència contra els afroamericans. Va declarar: "Cada dia, en cada moment, els negres som bombardejats amb imatges de la nostra mort […] Literalment es diu: 'Gent negra, vostè serà el proper, però en retrospectiva, serà millor per a la nostra nació, com menys n'hi hagi del nostre tipus, més segur serà tot."

### Altres lluites
Cullors ha treballat com a directora executiva de la Coalició per Acabar amb la Violència dels Xèrifs a les Presons de Los Angeles. El grup va defensar la creació d'una comissió civil per supervisar el Departament de l'Agutzil del Comtat de Los Angeles amb l'objectiu de frenar els abusos per part dels oficials. En organitzar els reclusos com un sol bloc de votants, el grup esperava influenciar la Junta de Supervisors del Comtat de Los Angeles per crear aquesta comissió, així com reunir prou vots per triar un substitut per a l'agutzil del comtat de Los Angeles Lee Baca, que va dimitir al 2014 per altres raons. Malgrat tot, els esforços del grup no van donar bons resultats.
Cullors va cofundar una organització d'activisme penitenciari, Dignity and Power Now, que va defensar la creació d'una junta de supervisió civil.
Cullors també és membre de la junta del Centre Ella Baker per als Drets Humans, i va dirigir un grup d'experts sobre violència estatal i de vigilants per a la Conferència Sense Fronteres 2014.

### Ideologia i posicions polítiques
Cullors es defineix a si mateixa com abolicionista de les presons i de la policia, una posició que diu que està inspirada en el "llegat de la lluita anticolonial liderada pels negres als Estats Units i en tot Amèrica". També està a favor de la reparació pel que desciu com "els mals causats pel colonialisme del poblament europeu", en formes diverses, com la "restitució financera, la redistribució de la terra, l'autodeterminació, els programes educatius relevants culturalment, la recuperació de les llengües, i el dret al retorn (o repatriació)".
Cullors cita l'activista i expresidiari Eric Mann, membre del Weather Underground, com el seu mentor durant els seus primers anys d'activisme en el Sindicat d'Usuaris de l'Autobús de Los Angeles. Té diferents referents ideològics. Unes d'elles són les feministes negres, com ara Audre Lorde i les seves "Lents negres, queer i feministes", així com bell hooks: totes dues la van "ajudar a entendre la seva identitat". Cita Angela Davis per les seves "teories polítiques i reflexions sobre els moviments anticapitalistes d'arreu del món", la seva obra cap a "un antiracisme més ampli i el moviment antimilitarista", i la seva lluita contra la supremacia blanca als Estats Units. Una altra de les seves inspiracions és Frantz Fanon, pel seu "treball sobre la violència colonial a Algèria i en tot el Tercer Món" i com l'ha ajudat a entendre el context en què els negres viuen arreu del món. També cita Karl Marx, Vladímir Lenin i Mao Zedong, com persones que han "proporcionat una nova forma d'entendre com poden arribar a ser les nostres economies".
Cullors és també coneguda com a artista i conservadora d'art, el seu web (vegeu la secció d'Enllaços externs) afirma que utilitza l'art per reflectir els espais socials quan les paraules no ho poden fer. Un periodista que li va fer una entrevista al Rolling Stone va escriure que Cullors es bolca a l'art "com a forma complementària de construcció de la resistència".
Quan li van preguntar si creia en la violència com a forma de protesta, va dir que creia en "l'acció directa, però en l'acció directa no-violenta", i que aquesta era també l'opinió del moviment Black Lives Matter.
Al febrer de 2020, va donar suport tant a la senadora Elizabeth Warren i a Bernie Sanders en les primàries presidencials del Partit Demòcrata de 2020.

## Premis
Cullors va obtenir una beca Fulbright. Va ser nomenada l'any 2007 Jove Activista Mario Savio de l'Any. També ha rebut el premi Sidney Goldfarb. Va ser nomenada creadora d'història NAACP al 2015. Al mateix any, Cullors, Opal Tometi i Alicia Garsa ("Les dones de #BlackLivesMatter") van ser incloses en la llista dels nou finalistes al The Advocate's Person of the Year. També va ser nomenada Dona de l'any per la Glamur Magazine l'any 2016. També al 2016, va ser nomenada una de les més grans líders del món per Fortune i va rebre un Doctorat Honorari per la Universitat de Clarkson, entre d'altres.

## Obra
L'any 2014, Cullors va produir la peça teatral POWER: From the Mouths of the Occupied, que va debutar al Highways Performance Space. Cullors ha escrit articles en favor del moviment Black Lives Matter a LA progressive, inclòs un article de desembre del 2015 titulat "El futur de la vida negra", que va donar força a la idea que els activistes ja no han d'esperar que l'Estat actuï i va animar els seus seguidors a l'acció, encoratjant-los a començar a construir el món que volen veure.